# ماريا هورفاث
ماريا هورفاث (بالألمانية: Maria Horvath)‏ هي لاعبة شطرنج نمساوية، ولدت في 6 يونيو 1963.

## وصلات خارجية
- ماريا هورفاث على موقع الاتحاد الدولي للشطرنج (الإنجليزية)
- ماريا هورفاث على موقع مباريات الشطرنج (الإنجليزية)
- ماريا هورفاث على موقع 365Chess.com (الإنجليزية)
- ماريا هورفاث على موقع Chesstempo.com (الإنجليزية)
- ماريا هورفاث سجل أولمبياد الشطرنج للسيدات على موقع OlimpBase.org (الإنجليزية)